# Parki dinozaurów w Polsce

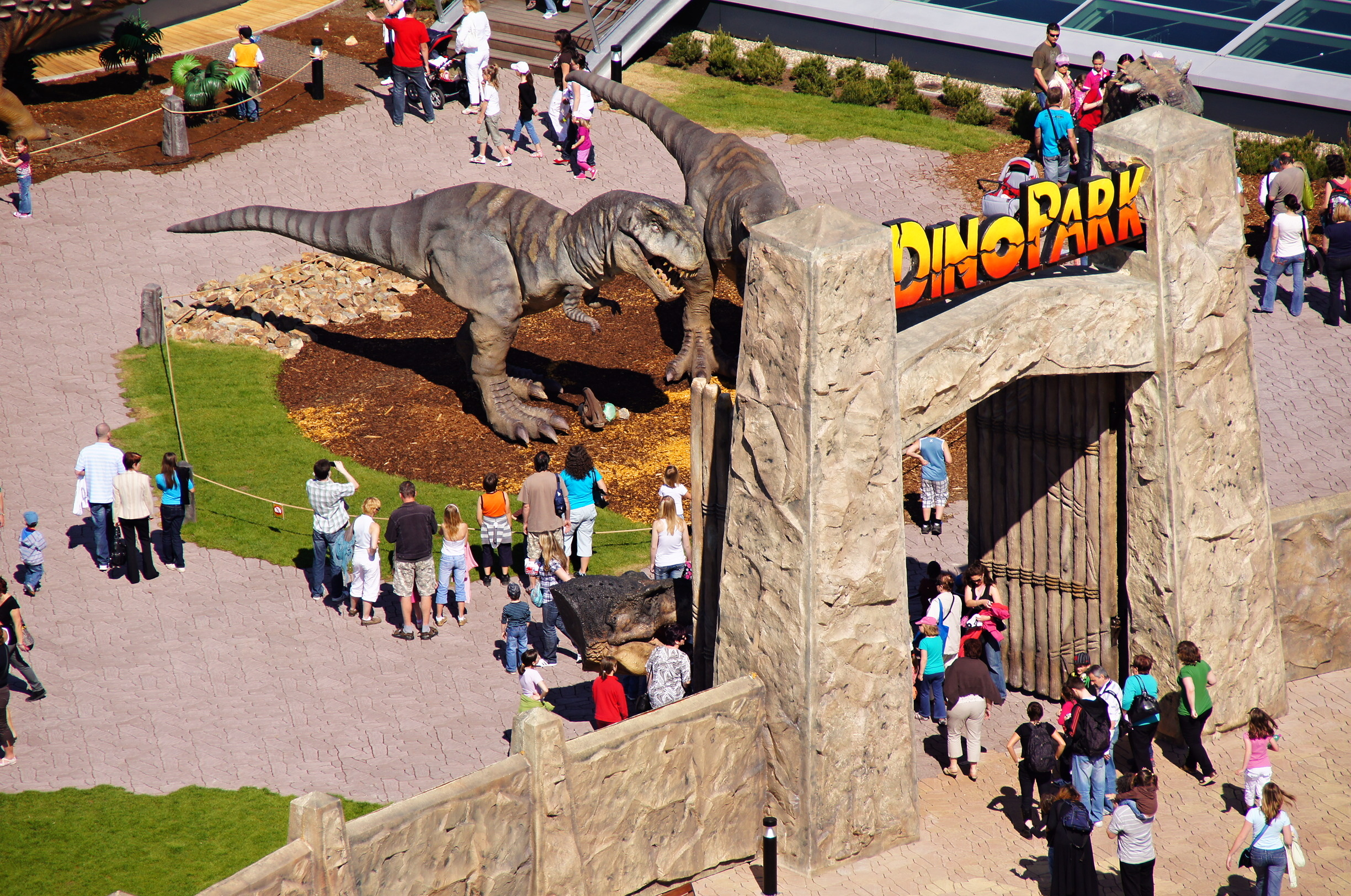
DinoPark w Pradze

Park dinozaurów – plenerowy park tematyczny, w którym prezentowane są naturalnej wielkości modele (rekonstrukcje) dinozaurów, w tym także ruchome. Niektóre z parków usytuowane są na terenach wykopalisk paleontologicznych (Krasiejów, Bałtów), inne zaś są częścią większych kompleksów rozrywkowych (Ochaby) lub ogrodów zoologicznych (Dolina Dinozaurów w Śląskim Ogrodzie Zoologicznym). Przy niektórych znajdują się muzea, prezentujące eksponaty geologiczne (skamieniałości, minerały).

## Parki dinozaurów w Polsce
| Województwo                    | Parki |
| ------------------------------ | --- |

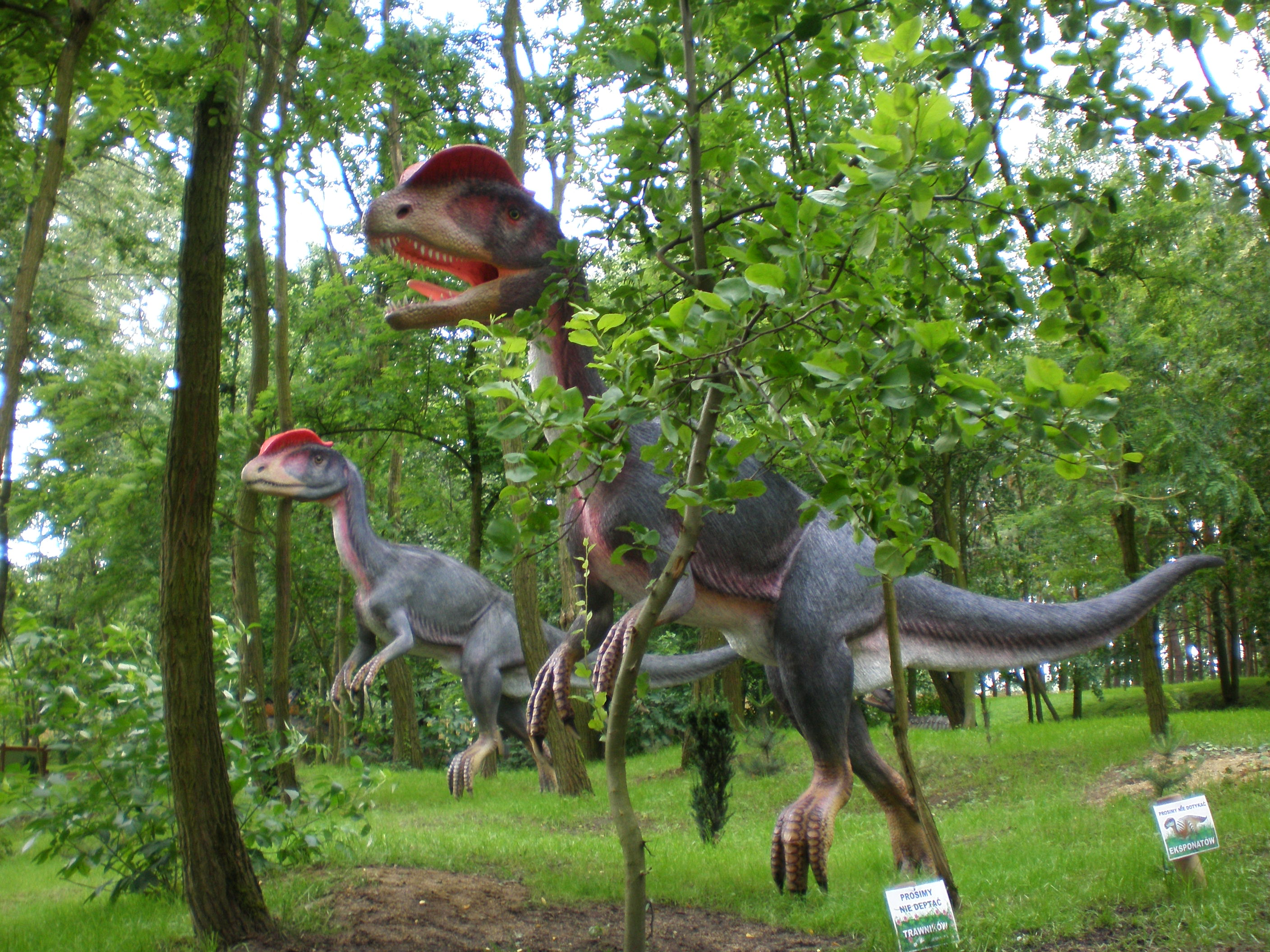
Zaurolandia w Rogowie

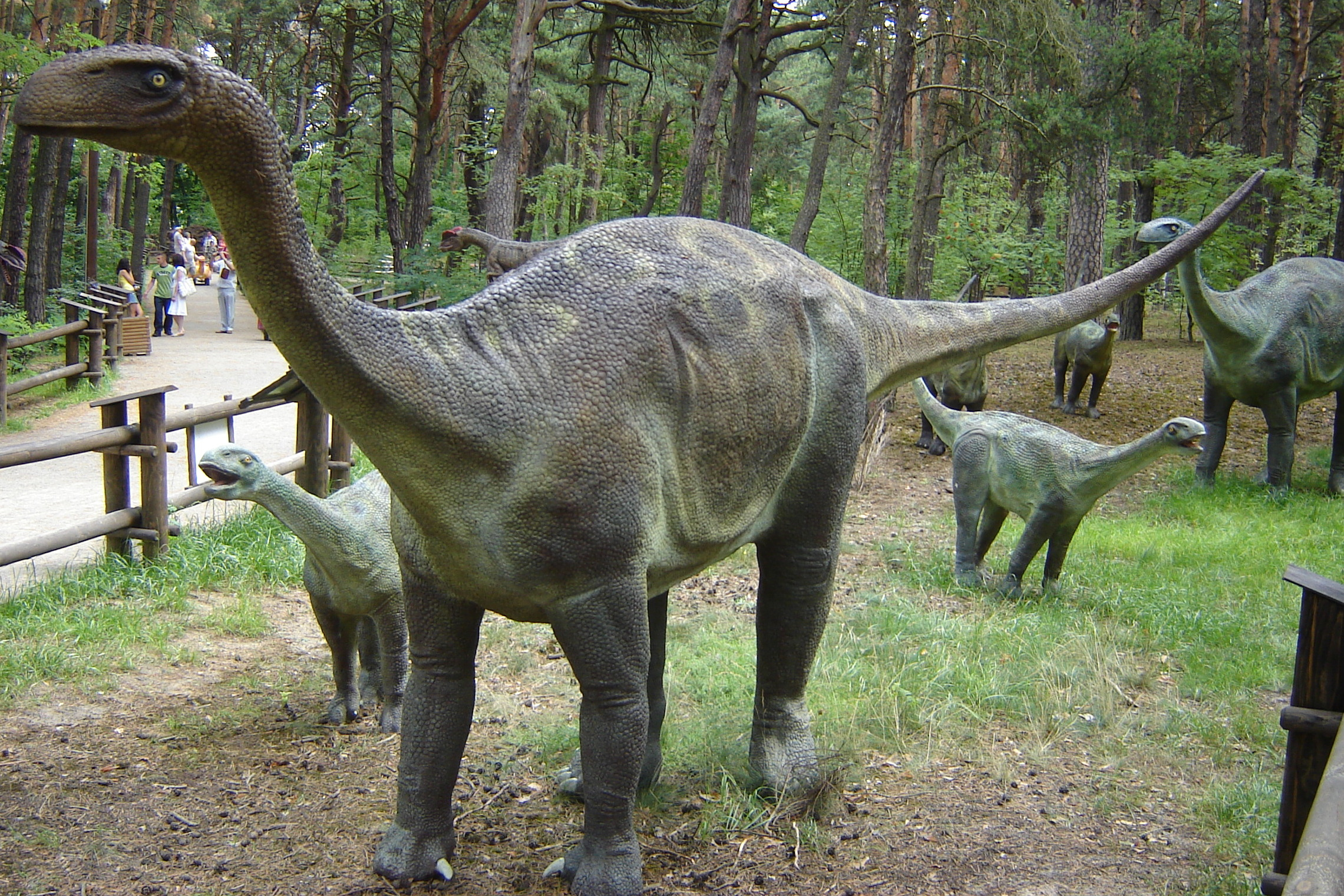
JuraPark w Solcu Kujawskim

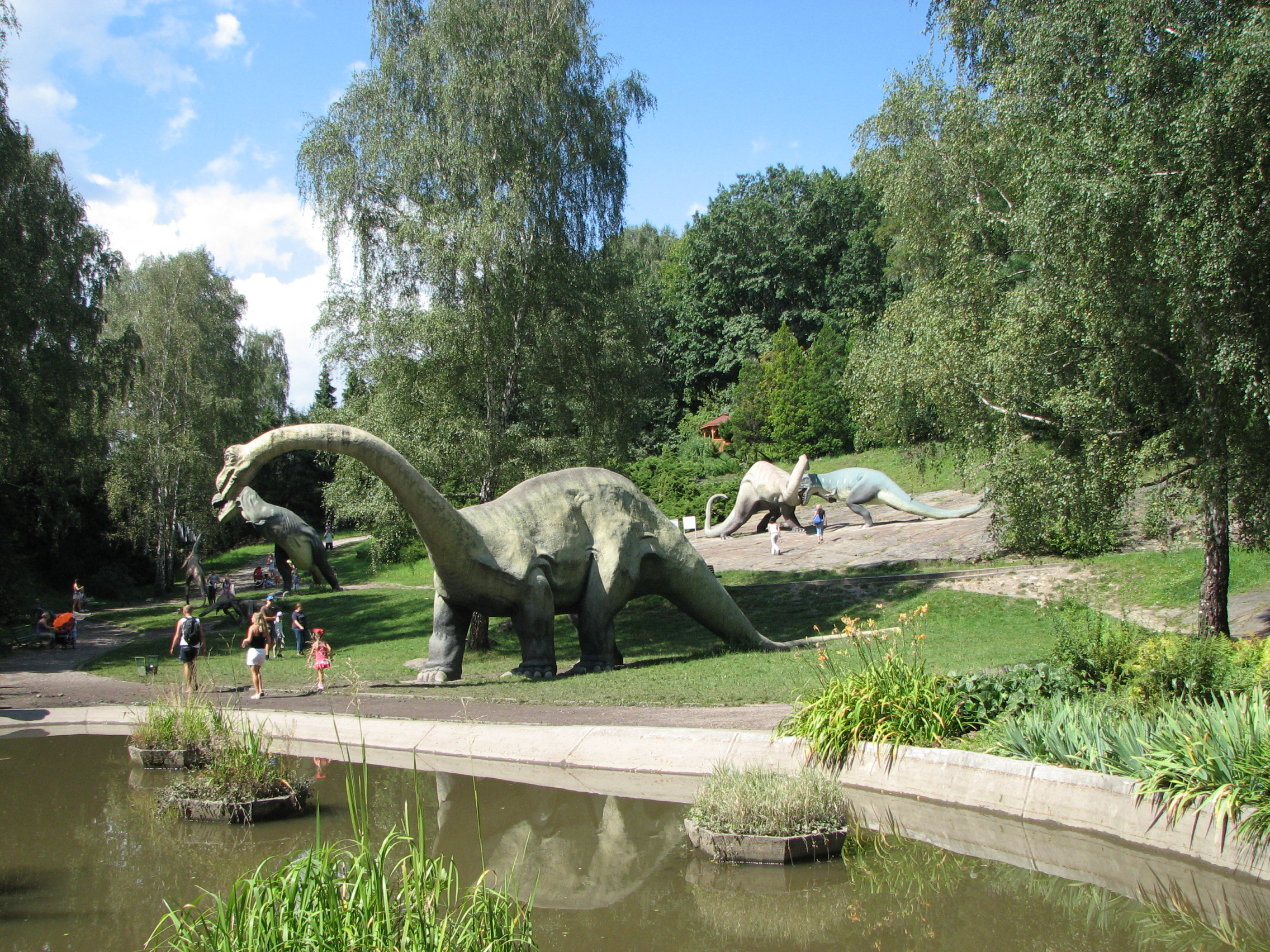
Kotlina Dinozaurów w ogrodzie zoologicznym w Chorzowie

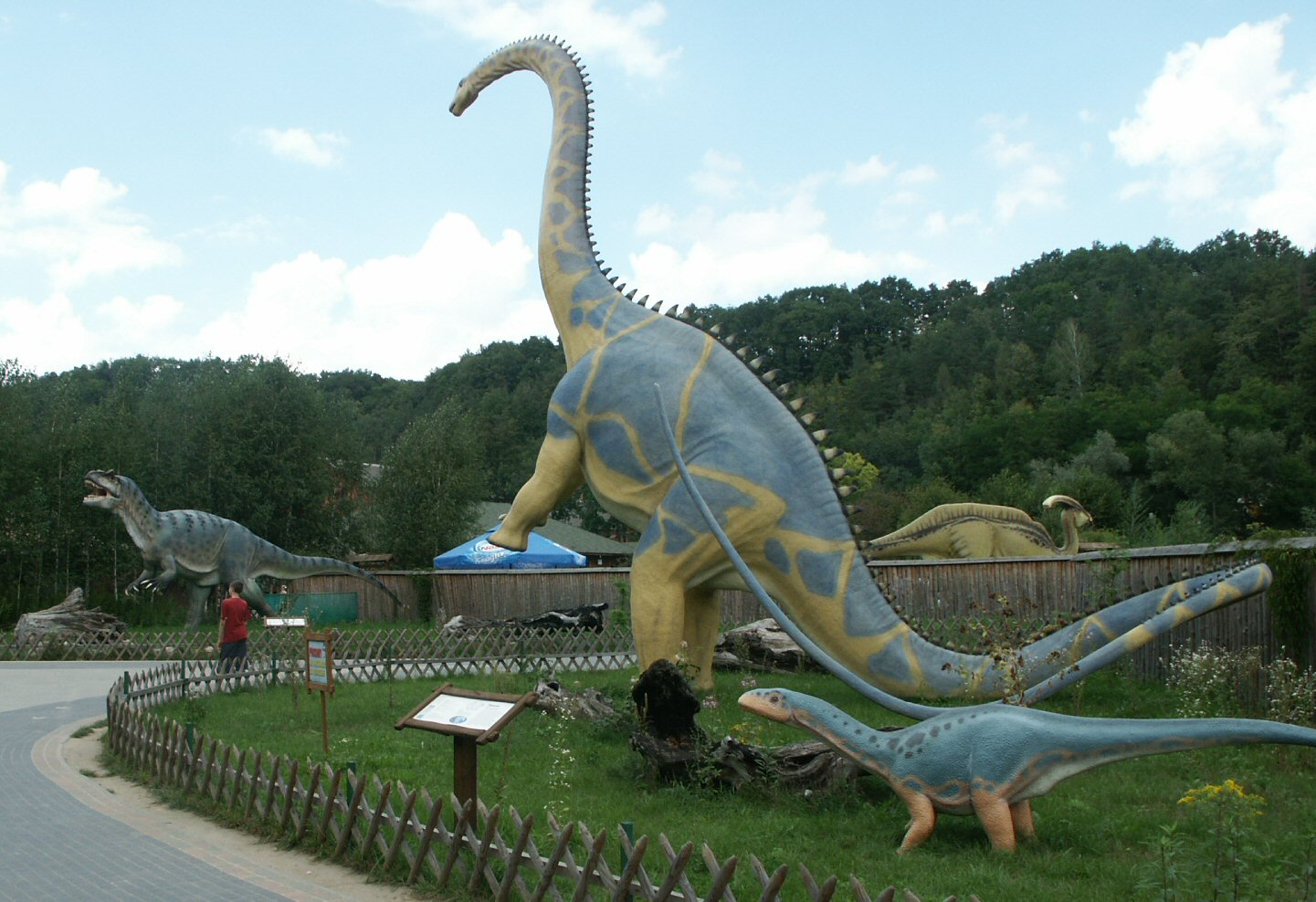
JuraPark w Bałtowie

| Województwo dolnośląskie       | - Cieszycki Park Jurajski w Cieszycach - Park Dinozaurów w Karłowie - Park Jurajski w Kletnie - Strefa Dinozaurów (Park Wrocławski) w Lubinie - Dinopark w Szklarskiej Porębie - Wrocławski Park Dinozaurów Zauropark we Wrocławiu - Park Dinozaurów (Park Miejski) w Ziębicach |
| Województwo kujawsko-pomorskie | - Zaginiony Świat (Park Miejski Myślęcinek) w Bydgoszczy - Mega Park w Grudziądzu - Park Dinozaurów „Zaurolandia” w Rogowie - JuraPark Solec w Solcu Kujawskim |
| Województwo lubelskie          | - Ścieżka Edukacyjna Dinozaury w Krasnobrodzie |
| Województwo lubuskie           | - Park Dinozaurów w Nowinach Wielkich |
| Województwo łódzkie            | - Park Jurajsko-Botaniczny „Dino-Park” w Kołacinku |
| Województwo małopolskie        | - Park Dinozaurów i Rozrywki Dinolandia w Inwałdzie - Zatorland Park Rozrywki w Zatorze |
| Województwo opolskie           | - JuraPark Krasiejów - Dino Park „Kraina Dinozaurów” w Ozimku |
| Województwo podkarpackie       | - Dinozekolandia Radymno |
| Województwo podlaskie          | - Jurajski Park Dinozaurów w Jurowcach |
| Województwo pomorskie          | - Park Ewolucji k. Władysławowa - Dino Park Malbork - Łeba Park w Nowęcinie k. Łeby |
| Województwo śląskie            | - Kotlina Dinozaurów (Śląski Ogród Zoologiczny) w Chorzowie - Dream Park Ochaby - Rodzinny Park Atrakcji w Rybniku - Park Dinozaurów i Ogromnych Owadów w Ustroniu |
| Województwo świętokrzyskie     | - JuraPark Bałtów |
| Województwo zachodniopomorskie | - Bałtycki Park Dinozaurów we Wrzosowie |